# Thai Beverage
Thai Beverage S.A (en tailandés: ไทย เบฟ เวอ เรจ), es una empresa que produce bebidas populares; su producto más importante es la cerveza de Chang.

## Historia y orígenes
Esta compañía fue fundada el 1786 por Charoen Siriwattanapakdee, el mayor accionista de la compañía Thai Bev S.A. Fue construida para seguir una política de libre comercio. Se registró en la bolsa de Singapur debido a que en Tailandia había una ley que prohibía la venta de bebidas alcohólicas. Thai Beverage cooperó con la compañía Carlsberg (de Tailandia) el 2 de marzo de 1995, que tenía experiencia en la fabricación cerveza, con el objetivo a ampliar sus negocios a nivel mundial.
Actualmente, amplia su compañía en unos seis países y empieza a vender sus dos productos principales: la cerveza Chang y el wisky llamado Mae Khong en Estados Unidos, Reino Unido, Australia, etc. Además de otras bebidas alcohólicas.

## Productos
Además de cerveza Chang, la compañía trabaja con otros productos como las cervezas Archa o Fedebrau, etc.
Chang fue elegida para ganar un premio, por su clase ilimitada, en el Festival Internacional de la cerveza en Australia. Los tailandeses se referían a esto diciendo que ¨La cerveza ganó la medalla de oro mundial¨. Sus productos más populares : Chang y Archa han ganado un diploma de calidad de Oro del Instituto Internacional a la Calidad Monde Selection en Fráncfort del Meno, Alemania en enero de 2010.

## Fabricación
La fábrica de Thai Bev, destaca por su gran capacidad en el Sudeste de Asia. Fue situada en Bang Ban, Pranakorn Sri Ayutthaya. También hay otras fábricas pequeñas en Nakorn Pathom, Ratchaburi y Bangkok.
Se producen más de 600 millones de botellas por año. No es sólo el fabricante más grande del país sino también es el más grande del sudeste Asiático.